# Skrad
Skrad är en ort i Kroatien.   Den ligger i länet Gorski kotar, i den centrala delen av landet, 90 km sydväst om huvudstaden Zagreb. Skrad ligger 821 meter över havet och antalet invånare är 840.
Terrängen runt Skrad är kuperad. Runt Skrad är det glesbefolkat, med 11 invånare per kvadratkilometer. Närmaste större samhälle är Delnice, 9,2 km väster om Skrad. I omgivningarna runt Skrad växer i huvudsak blandskog.